# Упапандавы
В индуистском эпосе Махабхарата Упапандавы (санскр. उपपाण्डव, IAST: Upapāṇḍava, «младшие Пандавы»), также известные как Пандавапутры (санскр. पाण्डवपुत्र, IAST: Pāṇḍavaputra, «сыновья Пандавов»), Драупадеи или Панчакумары (IAST: Pañcakumāra, санскр. पञ्चकुमार, «пять сыновей») — пять сыновей царицы Драупади от каждого из пяти Пандавов. Это Пративиндхья, Сутасома, Шрутакарма, Шатаника и Шрутасена. Они были Атиратхами, как упоминал Бхишма, и сражались в битве на Курукшетра на стороне Пандавов и убили многих вражеских воинов. Они были такими же свирепыми, как и их отцы, но кроме этого в Махабхарате мало что говорится об этих братьях. Они были очень сильны и смогли быть побеждены лишь очень немногими воинами Кауравов.
У них были другие братья, трое из которых - Абхиманью, Гхатоткача и Ираван, также воевали на Курукшетре. Все 8 этих братьев погибли в бою.
Упапандавы сражались с демоническим царём Аламбушей на 9-й день, но все они были побеждены им, и Абхиманью пришлось прийти им на помощь. На 11-й день сын Накулы Шатаника потерпел поражение от Врихасены, сына Карны.

## Упапандавы

### Пративиндхья
Пративиндхья (IAST: Prativindhya; санскр. प्रतिविन्ध्य, «сияющий как Солнце» или «направленный на Виндхью») или Шрутавиндхья (IAST Śrutavindhya; санскр. श्रुतविन्ध्य, связанный с Буддхи») — сын Юдхиштхиры и Драупади, старший из Упапандавов. У него была старшая сестра по имени Сутану. Он был описан как опытный боец, известный тем, что сражался с такими войсками, как у «громовержца Шакры (Индры)». В войне на Курукшетре Пративиндья сражался с Шакуни. На 9-й день Пративиндхья бился с Аламбушей.
В ночь на 14-й он сразился с некоторыми из Кауравов вместе с Сутасомой. На 15-й день он остановил продвижение Ашваттхамы, удерживая его достаточно долго. На 16-й день он убил Читру, царя Абхисары.
Согласно Матсья Пуране, у него был сын Яудхея.

### Сутасома
Сутасома (IAST: Sutasoma; санскр. सुतसोम, «тот, кто извлек сому» или «тот, кто обладает красотой Луны») — сын Бхимы и Драупади, второй из Упапандавов. Он преуспел в бою на булавах и стрельбе из лука. Он сразился с Кауравом Викарной в первый день войны. Он сыграл важную роль в битве, едва не убив Шакуни. Сутасома на 12-й день остановил могучего Каурава Вивисмати, двигающегося к Дроначарье. Он также сражался с некоторыми из Кауравов 14-й ночью в сопровождении своего сводного брата Пративиндхьи. Вместе с Юдхиштхирой и остальными Упапандавами он сыграл важную роль в сдерживании Духшасаны и других Кауравов на 15-й день.

### Шатаника
Шатаника (IAST: Śatānīka; санскр. शतानीक, «сто воинов») — сын Накулы и Драупади. Он был третьим из Упапандавов. Был назван в честь известного Раджариши из рода Куру, который считался воплощением одного из Вишведевов. Он был назначен заместителем главнокомандующего при своем дяде по материнской линии и учителю Дхриштадьюмне, отвечая за планирование Вьюхи. Он уничтожил армию союзника Кауравов Бхутакармы, а также убил самого Бхутакарму Шатаника также победил царевича Кауравов Душкарну на 6-й день. На 11-й день он побеждает сына Карны Врихасену. Он победил Кауравов Джаяцену, Читрасену и Шрутакармана, а также убил царевича из Калинги. Шатаника нанёс огромный урон армии Кауравов и на 17-й день.

### Шрутасена
Шрутасена (IAST: Śrutasena, «командующий армией небожителей») — сын Сахадевы и Драупади, четвёртый из Упапандавов. Как и его отец, он был очень умён. В версии Махабхараты от Чатахурди он потерпел поражение от Шакуни во время битвы; но убил Шалу, младшего брата Бхуришраваса, на 14-й день войны. Он сражался с другими воинами, такими как Душманара и Дурмукха, и победил их. Он также убил сына воина Кауравов Девавраддху.

### Шрутакарма
Шрутакарма ( IAST  , букв. тот, кто известен своими добрыми делами) — сын Арджуны и Драупади, самый молодой из Упапандавов. Его лошади были цвета зимородков. Он был способным лучником, как и его отец, и в первый же день победил правителя Камбоджи Судакшину и Джаяцену на 6-й день. В ходе битва Шрутакарма сражался против других лучников — Духшасаны и Ашваттхамы. На 16-й день он убил Читрасену, другого царя Абхисары.

## Порядок рождения Упапандавов
Порядок рождения Упапандавов был не таким же, как у их отцов. Упапандавы от старшего к младшему:
1. Пративиндхья - от Юдхиштхиры.
2. Сутасома - от Бхимы.
3. Шатаника - от Накулы.
4. Шрутасена - от Сахадевы.
5. Шрутакарма - от Арджуны.

Это связано с тем, что первые 4 ребёнка Драупади родились во время изгнания Арджуны. После рождения сыновей от двух старших Пандавов настала очередь Накулы войти в покои Драупади, а после него — очередь Сахадевы. После того, как Арджуна возвращается из своего изгнания, Драупади рождает от него Шрутакарму.

## Смерть

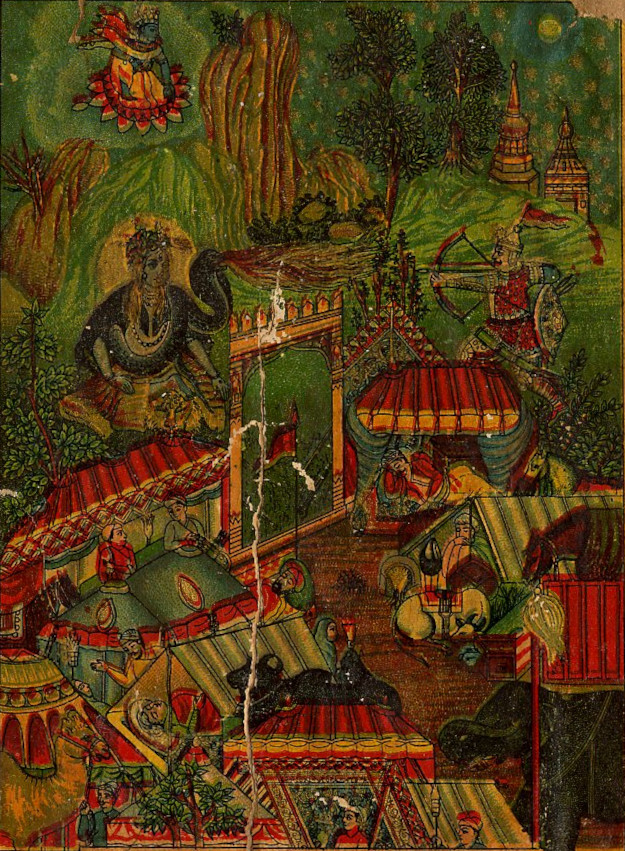
Ашваттхама умилостивляет Шиву перед ночным нападением на лагерь Пандавов.

В последнюю ночь войны после смерти Дурьодханы и поражения Кауравов Ашваттхама собрал единственных оставшихся в живых воинов — кауравов — Критаварму и Крипачарью, после чего напал на лагерь Пандавов. Он убил Дхриштадьюмну, Шикханди и многих других выдающихся воинов армии Пандавов, пока они спали.
Ашваттхама убил всех Упапандавов во сне. В некоторых версиях истории он считает, что это пятеро братьев Пандавов; в других он целенаправленно нападает на наследников Пандавов, чтобы эмоционально ранить Пандавов.
Ашваттхама был проклят Кришной за безжалостное убийства юных Упапандавов и попытку убить находящегося в утробе Парикшита. Проклятие обрекло Ашваттхаму вечно скитаться по миру с неизлечимыми синяками и язвами.
В версии Махабхараты Джатаки, среди наставников Парикшита был Сутасома. По крайней мере, в этой версии Пративиндхья, Шрутакарма и Шатаника не погибли после нападения Ашваттхамы. Шатаника в «Сауптикапарве» даже был описан раненым, но не убитым.